# Walter Stewart (conte di Fife)
Walter Stewart, conte di Fife (1338 – 1362), è stato un nobile scozzese.

## Biografia
Era il secondo figlio di Robert Stewart, VII Grande Intendente di Scozia, poi re Roberto II, ed Elizabeth Mure (anche se non tutte le fonti lo citano). Fino al matrimonio ufficiale dei genitori nel 1349 in seguito ad una bolla papale, aveva lo status di figlio illegittimo come tutti i suoi fratelli.
Sposò Isabella McDuff, contessa di Fife, figlia del grande feudatario scozzese Duncan IV di Fife, tra il 1360 e il 1361, divenendo conte di Fife jure uxoris.
Morì alla fine del 1362 senza aver avuto figli, fatto dedotto dalla mancanza di menzioni oltre il 14 agosto 1362 e dal successivo matrimonio della moglie con John Dunbar già il 10 gennaio dell'anno successivo. Nel frattempo suo padre, dal suo secondo matrimonio con Eufemia de Ross, aveva avuto un altro figlio di nome Walter, ma non è chiaro se sia nato prima o dopo la morte del fratello maggiore (in Scozia non era comunque raro che nella stessa famiglia più fratelli portassero lo stesso nome).

## Ascendenza
|                               |   |                     | Genitori                              |  |  | Nonni |  |  | Bisnonni               |  |  | Trisnonni |  |
|                               |   |                     |                                       |  |  |       |  |  | James Stewart (nobile) |  |  | …         |  |
|                               |   |                     |                                       |  |  |       |  |  | James Stewart (nobile) |  |  | …         |  |
|                               |   | …                   |                                       |  |  |       |  |  | James Stewart (nobile) |  |  |           |  |
| Walter Stewart                |   |                     |                                       |  |  |       |  |  | James Stewart (nobile) |  |  |           |  |
|                               |   | Cecilia Dunbar      | Patrick III di Dunbar                 |  |  |       |  |  |                        |  |  |           |  |
|                               |   | Cecilia Dunbar      | Patrick III di Dunbar                 |  |  |       |  |  |                        |  |  |           |  |
|                               |   | Cecilia Dunbar      | …                                     |  |  |       |  |  |                        |  |  |           |  |
| Roberto II di Scozia          |   | Cecilia Dunbar      |                                       |  |  |       |  |  |                        |  |  |           |  |
|                               |   | Roberto I di Scozia | Robert Bruce, VI signore di Annandale |  |  |       |  |  |                        |  |  |           |  |
|                               |   | Roberto I di Scozia | Robert Bruce, VI signore di Annandale |  |  |       |  |  |                        |  |  |           |  |
|                               |   | Roberto I di Scozia | Marjorie, Contessa di Carrick         |  |  |       |  |  |                        |  |  |           |  |
| Marjorie Bruce                |   | Roberto I di Scozia |                                       |  |  |       |  |  |                        |  |  |           |  |
|                               |   | Isabella di Mar     | Donald I di Mar                       |  |  |       |  |  |                        |  |  |           |  |
|                               |   | Isabella di Mar     | Donald I di Mar                       |  |  |       |  |  |                        |  |  |           |  |
|                               |   | Isabella di Mar     | Helen ferch Llywelyn                  |  |  |       |  |  |                        |  |  |           |  |
| Walter Stewart, conte di Fife |   | Isabella di Mar     |                                       |  |  |       |  |  |                        |  |  |           |  |
|                               | … | …                   |                                       |  |  |       |  |  |                        |  |  |           |  |
|                               | … | …                   |                                       |  |  |       |  |  |                        |  |  |           |  |
|                               | … | …                   |                                       |  |  |       |  |  |                        |  |  |           |  |
| Sir Adam Mure                 | … |                     |                                       |  |  |       |  |  |                        |  |  |           |  |
|                               |   | …                   | …                                     |  |  |       |  |  |                        |  |  |           |  |
|                               |   | …                   | …                                     |  |  |       |  |  |                        |  |  |           |  |
|                               |   | …                   | …                                     |  |  |       |  |  |                        |  |  |           |  |
| Elizabeth Mure                |   | …                   |                                       |  |  |       |  |  |                        |  |  |           |  |
|                               |   | …                   | …                                     |  |  |       |  |  |                        |  |  |           |  |
|                               |   | …                   | …                                     |  |  |       |  |  |                        |  |  |           |  |
|                               |   | …                   | …                                     |  |  |       |  |  |                        |  |  |           |  |
| Joan Cunningham               |   | …                   |                                       |  |  |       |  |  |                        |  |  |           |  |
|                               |   | …                   | …                                     |  |  |       |  |  |                        |  |  |           |  |
|                               |   | …                   | …                                     |  |  |       |  |  |                        |  |  |           |  |
|                               |   | …                   | …                                     |  |  |       |  |  |                        |  |  |           |  |
|                               |   | …                   |                                       |  |  |       |  |  |                        |  |  |           |  |